# Ixodes nairobiensis
Ixodes nairobiensis este o specie de căpușe din genul Ixodes, familia Ixodidae, descrisă de Thomas Nuttall în anul 1916.
Este endemică în Kenya. Conform Catalogue of Life specia Ixodes nairobiensis nu are subspecii cunoscute.